# Carmen Stănescu
Carmen Stănescu (ur. 29 lipca 1925 w Bukareszcie, zm. 11 kwietnia 2018 w Snagov) – rumuńska aktorka teatralna, filmowa i telewizyjna. 

## Życiorys
Carmen Stănescu urodziła się w Bukareszcie w 1925 roku. W 1948 roku ukończyła Conservatorul Regal de Muzică și Artă Dramatică (obecnie Universitatea Națională de Muzică) w Bukareszcie.

## Filmografia (wybór)
- 1958: Doi vecini
- 1959: Telegrame
- 1960: Telegraficzny pojedynek
- 1965: Runda 6
- 1975: Muschetarul român
- 1976: Povestea dragostei
- 1976: Premiera
- 1977: Razboiul independentei (serial TV)
- 1977: Sosesc de la Paris